# Hanna Folkesson
Hanna Folkesson, född 15 juni 1988, är en svensk före detta fotbollsspelare.

## Klubbkarriär
Hanna Folkessons moderklubb är Umedalens IF. Hon kom 2005 till Umeå Södra FF, som den 13 oktober 2007 vann mot Ornäs BK med 4-0 och därmed tog steget upp i Allsvenskan 2008.
I december 2018 värvades Folkesson av Djurgårdens IF. Efter säsongen blev hon erbjuden förlängt kontrakt men tackade nej och lämnade klubben.
I december 2019 värvades Folkesson av Hammarby IF, där hon skrev på ett treårskontrakt. I juli 2023 avslutade Folkesson sin fotbollskarriär.

## Landslagskarriär
Hanna Folkesson har en rad av flicklandskamper i bagaget och debuterade i Sveriges U21-landslag i mitten 2007. Hon debuterade för seniorlandslaget den 6 mars 2013 mot Kina, en match som slutade 1–1.